# Février 1875

## Événements
- 15 février : l'explorateur française Savorgnan de Brazza obtient un ordre de mission pour explorer les bassins de l’Ogooué et de l’Alima, au Congo (1875-1879).

## Naissances
- 2 février : Fritz Kreisler, violoniste autrichien († 29 janvier 1962).
- 10 février : Ferdinand Chalandon, historien français († 31 octobre 1921).
- 16 février : Valentine de Saint-Point, écrivain, poète, peintre, dramaturge, critique d'art, chorégraphe, conférencière et journaliste († 28 mars 1953).
- 20 février : Marie Marvingt, athlète, aviatrice, pionnière des évacuations sanitaires († 14 décembre 1963).
- 21 février : Jeanne Calment, doyenne absolue de l'humanité († 4 août 1997).
- 24 février : Bill Cotty, joueur de rugby sud-africain († 6 septembre 1928).

## Décès
- 2 février : Carl Jakob Sundevall, zoologiste suédois (° 1801).
- 22 février :
  - Jean-Baptiste Corot, peintre français (° 1796).
  - Charles Lyell géologue britannique (° 1797).

- 24 février : Léonard Greindl, militaire et homme politique belge (° 9 août 1798).